# Badminton 2019
Höhepunkte des Badmintonjahres 2019 waren der Sudirman Cup und die Weltmeisterschaften. Bei Multisportveranstaltungen stand Badminton bei den Afrikaspielen, den Europaspielen, den Pazifikspielen, den Panamerikaspielen, den Südostasienspielen und den Südasienspielen im Programm.
== BWF World Tour 1000, 750 und 500 ==
| Veranstaltung         | Report            | Herreneinzel      | Dameneinzel       | Herrendoppel                                   | Damendoppel                      | Mixed                                          |
| World Tour Finals     | World Tour Finals | World Tour Finals | World Tour Finals | World Tour Finals                              | World Tour Finals                | World Tour Finals                              |
| --------------------- | ----------------- | ----------------- | ----------------- | ---------------------------------------------- | -------------------------------- | ---------------------------------------------- |
| BWF World Tour Finals | Report            | Kento Momota      | Chen Yufei        | Mohammad Ahsan Hendra Setiawan                 | Chen Qingchen Jia Yifan          | Zheng Siwei Huang Yaqiong                      |
| Super 1000            |                   |                   |                   |                                                |                                  |                                                |
| All England           | Report            | Kento Momota      | Chen Yufei        | Mohammad Ahsan Hendra Setiawan                 | Chen Qingchen Jia Yifan          | Zheng Siwei Huang Yaqiong                      |
| Indonesia Open        | Report            | Chou Tien-chen    | Akane Yamaguchi   | Markus Fernaldi Gideon Kevin Sanjaya Sukamuljo | Yuki Fukushima Sayaka Hirota     | Zheng Siwei Huang Yaqiong                      |
| China Open            | Report            | Kento Momota      | Carolina Marín    | Markus Fernaldi Gideon Kevin Sanjaya Sukamuljo | Chen Qingchen Jia Yifan          | Zheng Siwei Huang Yaqiong                      |
| Super 750             |                   |                   |                   |                                                |                                  |                                                |
| Malaysia Open         | Report            | Lin Dan           | Tai Tzu-ying      | Li Junhui Liu Yuchen                           | Chen Qingchen Jia Yifan          | Zheng Siwei Huang Yaqiong                      |
| Japan Open            | Report            | Kento Momota      | Akane Yamaguchi   | Markus Fernaldi Gideon Kevin Sanjaya Sukamuljo | Kim So-young Kong Hee-yong       | Wang Yilu Huang Dongping                       |
| Denmark Open          | Report            | Kento Momota      | Tai Tzu-ying      | Markus Fernaldi Gideon Kevin Sanjaya Sukamuljo | Baek Ha-na Jung Kyung-eun        | Praveen Jordan Melati Daeva Oktavianti         |
| French Open           | Report            | Chen Long         | An Se-young       | Markus Fernaldi Gideon Kevin Sanjaya Sukamuljo | Lee So-hee Shin Seung-chan       | Praveen Jordan Melati Daeva Oktavianti         |
| Fuzhou China Open     | Report            | Kento Momota      | Chen Yufei        | Markus Fernaldi Gideon Kevin Sanjaya Sukamuljo | Yuki Fukushima Sayaka Hirota     | Wang Yilu Huang Dongping                       |
| Super 500             |                   |                   |                   |                                                |                                  |                                                |
| Malaysia Masters      | Report            | Son Wan-ho        | Ratchanok Intanon | Markus Fernaldi Gideon Kevin Sanjaya Sukamuljo | Yuki Fukushima Sayaka Hirota     | Yuta Watanabe Arisa Higashino                  |
| Indonesian Masters    | Report            | Anders Antonsen   | Saina Nehwal      | Markus Fernaldi Gideon Kevin Sanjaya Sukamuljo | Misaki Matsutomo Ayaka Takahashi | Zheng Siwei Huang Yaqiong                      |
| India Open            | Report            | Viktor Axelsen    | Ratchanok Intanon | Lee Yang Wang Chi-lin                          | Greysia Polii Apriyani Rahayu    | Wang Yilu Huang Dongping                       |
| Singapore Open        | Report            | Kento Momota      | Tai Tzu-ying      | Takeshi Kamura Keigo Sonoda                    | Mayu Matsumoto Wakana Nagahara   | Dechapol Puavaranukroh Sapsiree Taerattanachai |
| Thailand Open         | Report            | Chou Tien-chen    | Chen Yufei        | Satwiksairaj Rankireddy Chirag Shetty          | Shiho Tanaka Koharu Yonemoto     | Wang Yilu Huang Dongping                       |
| Korea Open            | Report            | Kento Momota      | He Bingjiao       | Fajar Alfian Muhammad Rian Ardianto            | Kim So-young Kong Hee-yong       | Dechapol Puavaranukroh Sapsiree Taerattanachai |
| Hong Kong Open        | Report            | Lee Cheuk Yiu     | Chen Yufei        | Choi Sol-gyu Seo Seung-jae                     | Chen Qingchen Jia Yifan          | Yuta Watanabe Arisa Higashino                  |

## Jahresterminkalender
| Datum                    | Veranstaltung                                       | Ort                     | Typ                                  |
| ------------------------ | --------------------------------------------------- | ----------------------- | ------------------------------------ |
| 10. - 13. Januar 2019    | Estonian International                              | Tallinn                 | International Series                 |
| 8. - 13. Januar 2019     | Thailand Masters                                    | Bangkok                 | BWF Super 300                        |
| 15. - 20. Januar 2019    | Malaysia Masters                                    | Kuala Lumpur            | BWF Super 500                        |
| 17. - 20. Januar 2019    | Swedish Open                                        | Lund                    | International Series                 |
| 17. - 20. Januar 2019    | Polish Juniors                                      | Przemyśl                | Junior International Series          |
| 18. - 20. Januar 2019    | Scottish International Masters                      | Glasgow                 | MS / WS / MD / WD / XD               |
| 18. - 24. Januar 2019    | Veteran Badminton Tournament                        | La Santa                | 40 - 70+                             |
| 22. - 27. Januar 2019    | Indonesian Masters                                  | Jakarta                 | BWF Super 500                        |
| 24. - 27. Januar 2019    | Iceland International                               | Reykjavík               | Future Series                        |
| 25. - 27. Januar 2019    | Swedish Juniors                                     | Uppsala                 | Junior International Series          |
| 25. - 27. Januar 2019    | Swedish Youth International                         | Uppsala                 | BEC-U17                              |
| 7. - 10. Februar 2019    | Hungarian Juniors                                   | Pécs                    | Junior International Series          |
| 13. - 17. Februar 2019   | Badminton-Mannschaftseuropameisterschaften          | Kopenhagen              | BEC-Veranstaltung                    |
| 15. - 17. Februar 2019   | Spanish Juniors                                     | Oviedo                  | Junior International Series          |
| 15. - 17. Februar 2019   | France Youth Open                                   | Aire-sur-la-Lys         | BEC-U17                              |
| 19. - 24. Februar 2019   | Spain Masters                                       | Barcelona               | BWF Super 300                        |
| 20. - 23. Februar 2019   | Austrian Open                                       | Wien                    | International Challenge              |
| 22. - 24. Februar 2019   | Italian Juniors                                     | Mailand                 | Junior International Series          |
| 1. - 3. März 2019        | Yorkshire Masters Gold                              | Yorkshire               | Seniorensport                        |
| 26. - 3. März 2019       | German Open                                         | Mülheim an der Ruhr     | BWF Super 300                        |
| 27. - 2. März 2019       | Slovak Open                                         | Trenčín                 | Future Series                        |
| 27. - 3. März 2019       | Dutch Juniors                                       | Haarlem                 | Junior International Grand Prix      |
| 6. - 10. März 2019       | All England Open Badminton Championships            | Birmingham              | BWF Super 1000                       |
| 7. - 10. März 2019       | Portugal International                              | Caldas da Rainha        | International Series                 |
| 7. - 10. März 2019       | German Juniors                                      | Berlin                  | Junior International Grand Prix      |
| 12. - 17. März 2019      | Swiss Open                                          | Basel                   | BWF Super 300                        |
| 12. - 17. März 2019      | Lingshui China Masters                              | Lingshui                | BWF Super 100                        |
| 14. - 16. März 2019      | Israel Youth International                          | Rischon LeZion          | U13, U15                             |
| 14. - 16. März 2019      | Israel Juniors                                      | Rischon LeZion          | Junior International Series          |
| 15. - 17. März 2019      | Polish Youth International                          | Pszczyna                | BEC-U17                              |
| 19. - 24. März 2019      | Orléans Masters                                     | Orléans                 | BWF Super 100                        |
| 26. - 31. März 2019      | India Open                                          | Neu-Delhi               | BWF Super 500                        |
| 26. - 31. März 2019      | Turkish Para-Badminton International                | Antalya                 | Parabadminton                        |
| 28. - 31. März 2019      | Polish Open                                         | Częstochowa             | International Challenge              |
| 29. - 31. März 2019      | International Youth Badminton Tournament of Sigulda | Sigulda                 | U11, U13, U15                        |
| 29. - 31. März 2019      | Latvia Youth International                          | Sigulda                 | BEC-U17                              |
| 2. - 7. April 2019       | Malaysia Open                                       | Kuala Lumpur            | BWF Super 750                        |
| 2. - 7. April 2019       | Dubai Para-Badminton International                  | Dubai                   | Parabadminton                        |
| 4. - 6. April 2019       | Czech Youth International                           | Český Krumlov           | BEC-U17                              |
| 4. - 7. April 2019       | Finnish Open                                        | Vantaa                  | International Challenge              |
| 5. - 7. April 2019       | Croatian Juniors                                    | Dubrovnik               | Junior International Series          |
| 5. - 7. April 2019       | Lithuanian International Youth Open                 | Vilnius                 | U13, U15                             |
| 11. - 14. April 2019     | Dutch International                                 | Wateringen              | International Series                 |
| 9. - 14. April 2019      | Singapore Open                                      | Singapur                | BWF Super 500                        |
| 18. - 20. April 2019     | Aros Junior Cup                                     | Viby                    | U13, U15, U17, U19                   |
| 18. - 21. April 2019     | Croatian International                              | Zagreb                  | Future Series                        |
| 19. - 21. April 2019     | Cyprus Juniors                                      | Nicosia                 | Junior International Series          |
| 20. - 22. April 2019     | JOT Youth International                             | Edegem                  | U11, U13, U15, BEC-U17               |
| 23. - 28. April 2019     | Uganda Para-Badminton International                 | Kampala                 | Parabadminton                        |
| 26. - 28. April 2019     | Refrath Cup                                         | Refrath                 | U11, U13, U15                        |
| 26. - 28. April 2019     | Stockholm Vintage                                   | Sollentuna              | Seniorensport, 75+                   |
| 2. - 5. Mai 2019         | Greece International                                | Thessaloniki            | Future Series                        |
| 2. - 5. Mai 2019         | Bulgarian Youth Open                                | Pasardschik             | BEC-U17                              |
| 3. - 5. Mai 2019         | Irish Masters Open                                  | Dublin                  | MS / WS / MD / WD / XD               |
| 30. - 5. Mai 2019        | New Zealand Open                                    | Auckland                | BWF Super 300                        |
| 10. - 12. Mai 2019       | Greece Juniors                                      | Kalamaria               | Junior International Series          |
| 10. - 12. Mai 2019       | Hofsteig Youth International                        | Wolfurt                 | U15                                  |
| 10. - 12. Mai 2019       | Greece Youth International                          | Kalamaria               | U11, U13, U15                        |
| 10. - 12. Mai 2019       | Open Nordic Senior Championships                    | Oslo                    | Seniorensport                        |
| 10. - 12. Mai 2019       | Austrian Youth Open                                 | Lauterach               | BEC-U17                              |
| 6. - 12. Mai 2019        | Canada Para-Badminton International                 | Ottawa                  | Parabadminton                        |
| 9. - 12. Mai 2019        | Denmark International                               | Farum                   | International Challenge              |
| 15. - 18. Mai 2019       | Slovenian International                             | Medvode                 | International Series                 |
| 15. - 18. Mai 2019       | German International                                | Bonn                    | Future Series                        |
| 17. - 19. Mai 2019       | Glasgow Youth International                         | Glasgow                 | U13, U15                             |
| 17. - 19. Mai 2019       | Alpes International                                 | Voiron                  | Junior International Series          |
| 17. - 19. Mai 2019       | Adria Youth International                           | Opatija                 | U9, U11, U13, U15                    |
| 17. - 19. Mai 2019       | Adria Youth International                           | Opatija                 | BEC-U17                              |
| 18. - 19. Mai 2019       | Adria Masters                                       | Opatija                 | Seniorensport                        |
| 19. - 26. Mai 2019       | Sudirman Cup                                        | Nanning                 | BWF-Veranstaltung                    |
| 24. - 26. Mai 2019       | Polish Youth Open                                   | Głubczyce               | BEC-U17                              |
| 25. - 26. Mai 2019       | Faroe Islands Youth International                   | Tórshavn                | U13, U15                             |
| 25. - 26. Mai 2019       | Austrian Senior Open                                | St. Pölten              | Seniorensport                        |
| 29. - 2. Juni 2019       | Bulgarian Youth International abgesagt              | Pasardschik             | U11, U13, U15                        |
| 30. - 2. Juni 2019       | Latvia International                                | Jelgava                 | Future Series                        |
| 4. - 9. Juni 2019        | Australian Open                                     | Sydney                  | BWF Super 300                        |
| 6. - 9. Juni 2019        | Azerbaijan International                            | Baku                    | International Challenge              |
| 6. - 9. Juni 2019        | Lithuanian International                            | Panevėžys               | Future Series                        |
| 6. - 9. Juni 2019        | German Youth Open                                   | Bergisch Gladbach       | BEC-U17                              |
| 12. - 15. Juni 2019      | Spanish International                               | Madrid                  | International Challenge              |
| 13. - 16. Juni 2019      | Serbian Youth International                         | Novi Sad                | U9, U11, U13, U15, BEC-U17           |
| 17. - 23. Juni 2019      | Irish Para-Badminton International                  | Dublin                  | Parabadminton                        |
| 24. - 30. Juni 2019      | Europaspiele                                        | Minsk                   | Multisport-Veranstaltung             |
| 28. - 30. Juni 2019      | Spanish Youth International                         | Sant Antoni de Portmany | U11, U13, U15, BEC-U17               |
| 2. - 6. Juli 2019        | Badminton-Europapokal                               | Luxemburg               | BEC-Veranstaltung                    |
| 2. - 7. Juli 2019        | Canada Open                                         | Calgary                 | BWF Super 100                        |
| 4. - 7. Juli 2019        | Russian Juniors                                     | Gattschina              | Junior International Series          |
| 4. - 7. Juli 2019        | Russian Youth International                         | Gattschina              | BEC-U17                              |
| 10. - 14. Juli 2019      | St. Petersburg White Nights                         | Gattschina              | International Challenge              |
| 12. - 14. Juli 2019      | Bulgarian Youth International                       | Chaskowo                | U13, U15, BEC-U17                    |
| 8. - 12. Juli 2019       | Gotlandsspelen                                      | Visby                   | Seniorensport                        |
| 9. - 14. Juli 2019       | US Open                                             | Kalifornien             | BWF Super 300                        |
| 16. - 21. Juli 2019      | Russian Open                                        | Wladiwostok             | BWF Super 100                        |
| 16. - 21. Juli 2019      | Indonesia Open                                      | Jakarta                 | BWF Super 1000                       |
| 23. - 28. Juli 2019      | Japan Open                                          | Tokio                   | BWF Super 750                        |
| 1. - 4. August 2019      | Turkey Youth Open                                   | Ankara                  | BEC-U17                              |
| 2. - 11. August 2019     | Badminton-Seniorenweltmeisterschaft                 | Katowice                | Seniorensport                        |
| 30. - 3. August 2019     | World Masters Games                                 | Turin                   | Seniorensport                        |
| 30. - 4. August 2019     | Thailand Open                                       | Bangkok                 | BWF Super 500                        |
| 31. - 3. August 2019     | Ukraine Juniors                                     | Dnipro                  | Junior International Series          |
| 6. - 11. August 2019     | Hyderabad Open                                      | Hyderabad               | BWF Super 100                        |
| 8. - 11. August 2019     | Greece Open                                         | Sidirokastro            | International Series                 |
| 8. - 11. August 2019     | Bulgarian Juniors                                   | Pasardschik             | Junior International Challenge       |
| 12. - 15. August 2019    | Bulgaria Open                                       | Sofia                   | International Series                 |
| 13. - 18. August 2019    | Akita Masters                                       | Akita                   | BWF Super 100                        |
| 16. - 18. August 2019    | Lithuanian Juniors                                  | Klaipėda                | Junior International Series          |
| 16. - 18. August 2019    | French Youth International                          | Talence                 | BEC-U17                              |
| 19. - 25. August 2019    | Badminton-Weltmeisterschaften                       | Basel                   | BWF-Veranstaltung                    |
| 20. - 25. August 2019    | Parabadminton-Weltmeisterschaften                   | Basel                   | Parabadminton                        |
| 23. - 25. August 2019    | Danish Junior Cup                                   | Gentofte                | Junior International Series, BEC-U17 |
| 29. - 1. September 2019  | Belarus International                               | Minsk                   | International Series                 |
| 29. - 1. September 2019  | Parapan Am Games                                    | Lima                    | Parabadminton                        |
| 30. - 1. September 2019  | Irish Juniors                                       | Dublin                  | Junior International Series          |
| 30. - 7. September 2019  | Badminton-Jugendeuropameisterschaft                 | Gniezno                 | BEC-Veranstaltung                    |
| 3. - 8. September 2019   | Chinese Taipei Open                                 | Taipeh                  | BWF Super 300                        |
| 4. - 8. September 2019   | Kharkiv International                               | Charkiw                 | International Challenge              |
| 10. - 15. September 2019 | Vietnam Open                                        | Ho-Chi-Minh-Stadt       | BWF Super 100                        |
| 11. - 14. September 2019 | Belgian International                               | Löwen                   | International Challenge              |
| 13. - 15. September 2019 | Slovenia Youth International                        | Mokronog                | U11, U13, U15                        |
| 13. - 15. September 2019 | Slovenian Juniors                                   | Mirna                   | Junior International Series          |
| 16. - 22. September 2019 | Thailand Para-Badminton International               | Bangkok                 | Parabadminton                        |
| 17. - 22. September 2019 | China Open                                          | Changzhou               | BWF Super 1000                       |
| 19. - 22. September 2019 | Polish International                                | Bieruń                  | International Series                 |
| 20. - 22. September 2019 | Belgian Juniors                                     | Herstal                 | Junior International Series          |
| 21. - 22. September 2019 | Basel Seniors’ International                        | Basel                   | Seniorensport+/60+                   |
| 23. - 29. September 2019 | China Para-Badminton International                  | Peking                  | Parabadminton                        |
| 24. - 29. September 2019 | Korea Open                                          | Incheon                 | BWF Super 500                        |
| 26. - 29. September 2019 | Czech Open                                          | Brno                    | Future Series                        |
| 27. - 29. September 2019 | Zagreb Youth Open                                   | Zagreb                  | U9, U11, U13, U15, BEC-U17           |
| 1. - 6. Oktober 2019     | Indonesian Masters                                  | Malang                  | BWF Super 100                        |
| 3. - 6. Oktober 2019     | Bulgarian International                             | Sofia                   | Future Series                        |
| 30. - 13. Oktober 2019   | Badminton-Juniorenweltmeisterschaft                 | Kasan                   | BWF-Veranstaltung                    |
| 4. - 6. Oktober 2019     | Lithuanian Youth International                      | Vilnius                 | BEC-U17                              |
| 10. - 13. Oktober 2019   | Cyprus International                                | Nicosia                 | Future Series                        |
| 10. - 13. Oktober 2019   | German Ruhr U19 International                       | Mülheim an der Ruhr     | Junior International Series          |
| 10. - 13. Oktober 2019   | German Ruhr Youth International                     | Mülheim an der Ruhr     | BEC-U17, U13, U15                    |
| 11. - 13. Oktober 2019   | Romanian Youth International                        | Piatra Neamț            | U9, U11, U13, U15                    |
| 8. - 13. Oktober 2019    | Dutch Open                                          | Almere                  | BWF Super 100                        |
| 15. - 20. Oktober 2019   | Denmark Open                                        | Odense                  | BWF Super 750                        |
| 15. - 20. Oktober 2019   | Denmark Para-Badminton International                | Odense                  | Parabadminton                        |
| 16. - 19. Oktober 2019   | Denmark Juniors                                     | Odense                  | U9, U11, U13, U15, U17, U19          |
| 18. - 20. Oktober 2019   | Denmark Senior                                      | Odense                  | Seniorensport                        |
| 18. - 20. Oktober 2019   | Austrian Youth International                        | Mödling                 | BEC-U17                              |
| 22. - 27. Oktober 2019   | French Open                                         | Paris                   | BWF Super 750                        |
| 24. - 26. Oktober 2019   | Israel International                                | Kibbutz Hatzor          | Future Series                        |
| 25. - 27. Oktober 2019   | Finnish Youth International                         | Espoo                   | U11, U13, U15, U17                   |
| 25. - 27. Oktober 2019   | Finnish Juniors                                     | Espoo                   | Junior International Series          |
| 1. - 3. November 2019    | Baltic Youth International                          | Vilnius                 | U14, U16, U18                        |
| 29. - 3. November 2019   | Macau Open                                          | Macau                   | BWF Super 300                        |
| 29. - 3. November 2019   | SaarLorLux Open                                     | Saarbrücken             | BWF Super 100                        |
| 30. - 2. November 2019   | Hungarian International                             | Budaörs                 | International Challenge              |
| 5. - 10. November 2019   | Fuzhou China Open                                   | Fuzhou                  | BWF Super 750                        |
| 7. - 10. November 2019   | Norwegian International                             | Sandefjord              | International Series                 |
| 7. - 10. November 2019   | Swedish Youth Games                                 | Malmö                   | U13, U15, BEC-U17                    |
| 8. - 10. November 2019   | Slovak Juniors                                      | Trenčín                 | Junior International Series          |
| 8. - 10. November 2019   | Slovak Youth International                          | Trenčín                 | U15                                  |
| 12. - 17. November 2019  | Hong Kong Open                                      | Hongkong                | BWF Super 500                        |
| 13. - 16. November 2019  | Irish Open                                          | Dublin                  | International Challenge              |
| 15. - 17. November 2019  | Czech Juniors                                       | Orlová                  | Junior International Series          |
| 15. - 17. November 2019  | Slovak Youth International                          | Trenčín                 | U13, BEC-U17                         |
| 19. - 24. November 2019  | Korea Masters                                       | Gwangju                 | BWF Super 300                        |
| 19. - 24. November 2019  | Australia Para-Badminton International              | Melbourne               | Parabadminton                        |
| 21. - 24. November 2019  | Scottish Open                                       | Glasgow                 | International Challenge              |
| 21. - 24. November 2019  | Slovenia Future Series                              | Brežice                 | Future Series                        |
| 26. - 1. Dezember 2019   | Syed Modi International                             | Lucknow                 | BWF Super 300                        |
| 27. - 30. November 2019  | Welsh International                                 | Cardiff                 | International Series                 |
| 29. - 1. Dezember 2019   | Medvode Cup                                         | Medvode                 | U11, U13, U15, BEC-U17               |
| 29. - 1. Dezember 2019   | Portuguese Juniors                                  | Caldas da Rainha        | Junior International Series          |
| 30. - 1. Dezember 2019   | Lithuanian Youth International                      | Vilnius                 | U13, U15                             |
| 6. - 8. Dezember 2019    | Estonian Youth International                        | Tartu                   | U11, U13, U15, BEC-U17               |
| 11. - 15. Dezember 2019  | BWF World Tour Finals                               | Guangzhou               | BWF World Tour Finals                |
| 12. - 15. Dezember 2019  | Italian International                               | Mailand                 | International Challenge              |
| 12. - 15. Dezember 2019  | Cyprus Youth International                          | Nicosia                 | U11, U13, U15, BEC-U17               |
| 16. - 18. Dezember 2019  | Turkey Juniors                                      | Ankara                  | Junior International Series          |
| 19. - 22. Dezember 2019  | Turkey Open                                         | Ankara                  | International Series                 |